# Калуево (Башкортостан)
Калу́ево (баш. Ҡалуй) — деревня в Учалинском районе Республики Башкортостан Российской Федерации. Входит в состав Амангильдинского сельсовета.

## География

### Географическое положение
Расстояние до:
- районного центра (Учалы): 58 км,
- центра сельсовета (Малоказаккулово): 2 км,
- ближайшей железнодорожной станции (Урал-Тау): 32 км.

## Население
| 2002 | 2009 | 2010 |
| ---- | ---- | ---- |
| 130  | ↗152 | ↘134 |

Национальный состав
Согласно переписи 2002 года, преобладающая национальность — башкиры (100 %).